# グレートベルト・リンク

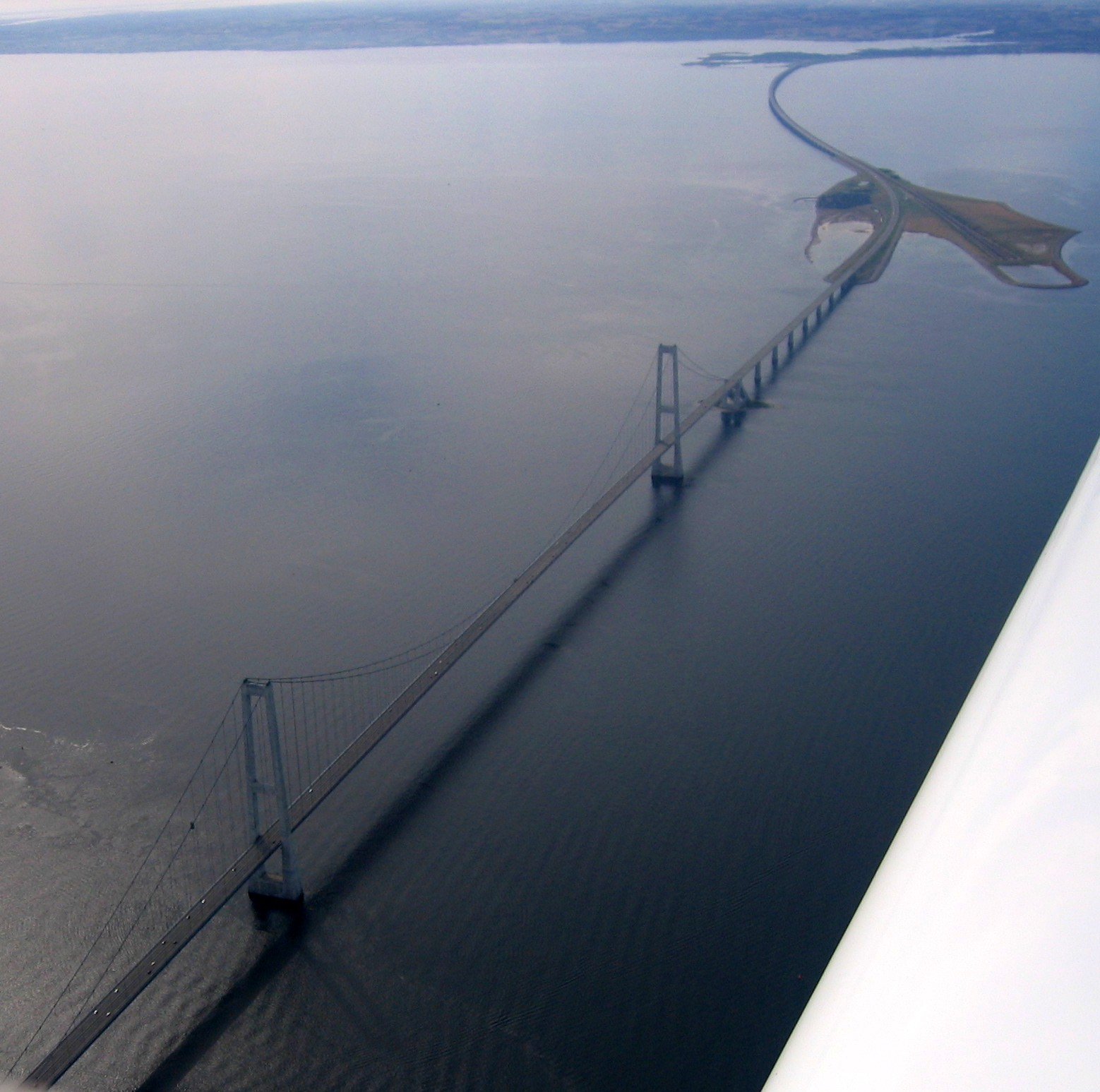
東（シェラン島側）から見た全容。

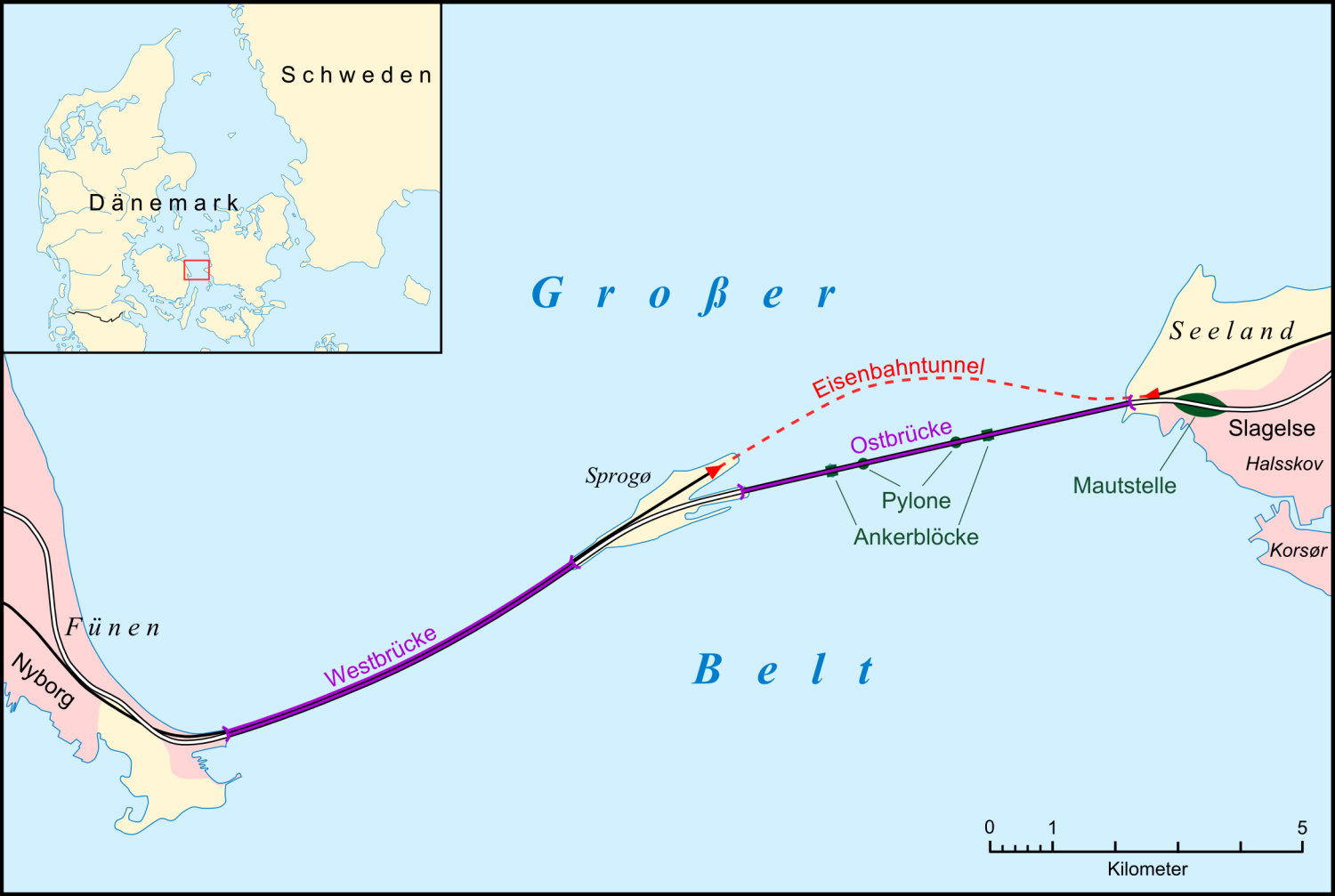
橋の地図。

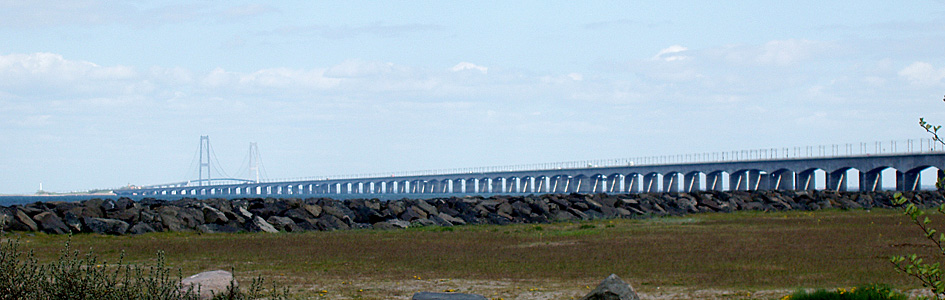
ウェストブリッジ。

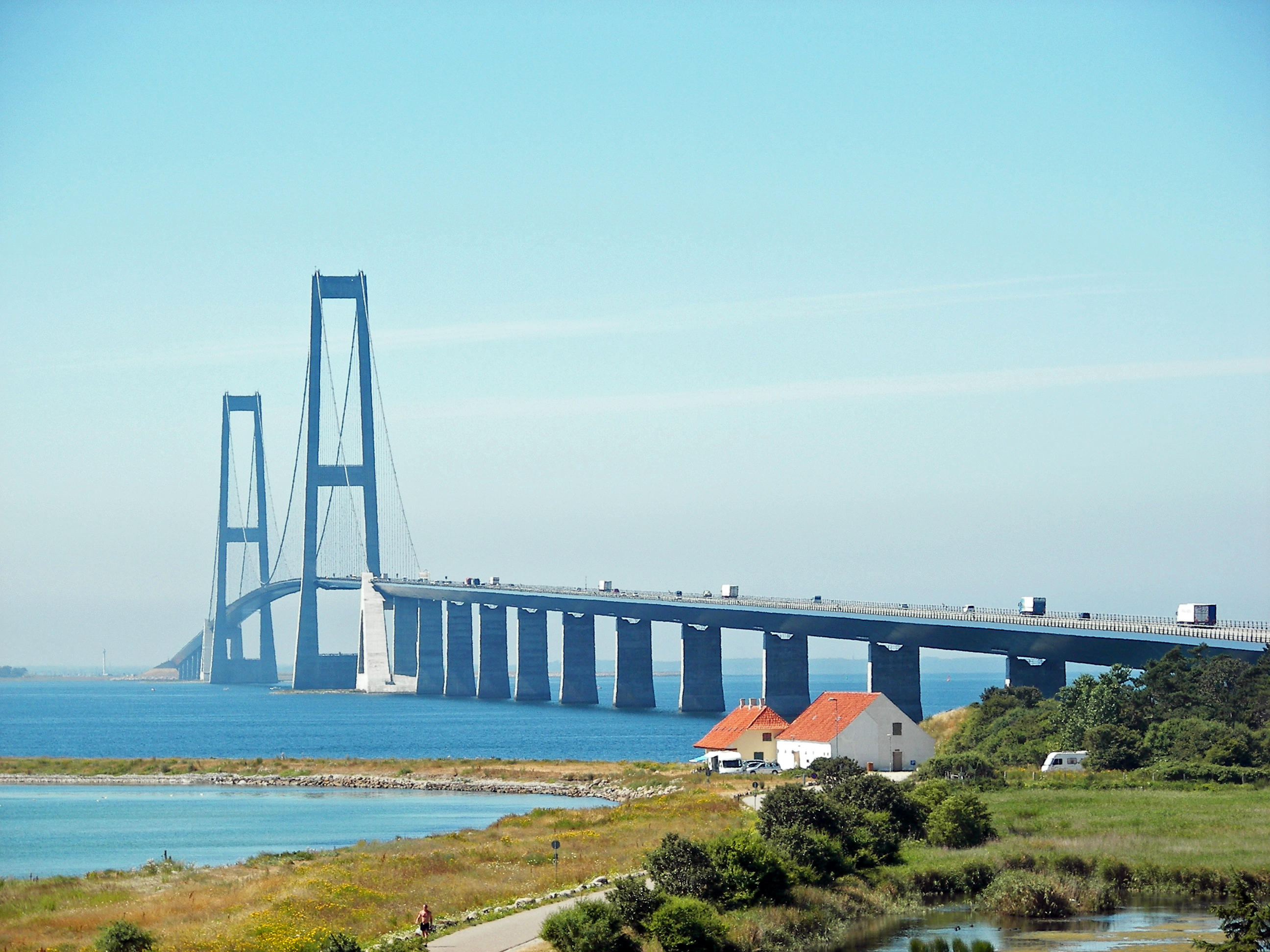
イーストブリッジ。

グレートベルト・リンクと周辺の交通網。

グレートベルト・リンク (英語: Great Belt Link、デンマーク語: Storebæltsforbindelsen) は、デンマークのグレートベルト（大ベルト、ストレベルト、ストレ海峡）をまたいで、デンマーク最大で首都コペンハーゲンがあるシェラン島と、2番目に大きいフュン島を結ぶ交通路である。
複線鉄道と4車線道路からなる。鉄道は1997年6月1日開通、道路は1998年6月14日開通。
西のフュン島は、すでに橋で結ばれているユトランド半島などと共に西デンマークをなし、東のシェラン島はローラン島などと共に東デンマークをなす。つまり、グレートベルトは東西デンマークを隔てており、リンクはこれらをつないでいる。グレートベルト・リンク以前は、海峡を挟んだ交通の主力はフェリーだった。

## リンクの全容
グレートベルトは最も狭いフュン島のクヌズホエとシェラン島のハルスコウの間で 18 km にまで狭まっており、リンクはここを通っている。
海峡の真ん中にはスプロウエ島 (Sprogø) があり、グレートベルトを西ベルトと東ベルトに分けている。元来は灯台と管理施設がある程度のわずか 40 ha の島だったが、リンクの中継地点となるべく埋め立てにより数倍に広げられている。
西ベルトは、鉄道道路併用橋のウェストブリッジが架かっている。島で鉄道と道路は分岐し、東ベルトでは、道路は道路専用橋のイーストブリッジが最短距離を走り、鉄道は海底トンネルのイーストトンネルがなだらかなカーブを描く。
ウェストブリッジとイーストブリッジを合わせて、グレートベルト橋とも呼ぶ。

## 各部

### ウェストブリッジ
正式名称は Vestbroen（西橋）。全長 6611 m、桁高は 18 m で、小型船のみが通れる。
鉄道道路併用橋だが、実際は、併走する道路橋と鉄道橋、2本の橋からなる。鉄道橋は幅 13 m で1994年完成、道路橋は幅 25 m で1997年完成。ただしいずれも、東ベルトの橋・トンネルが完成するまで開通は待つこととなった。

### イーストブリッジ
正式名称は Østbroen（東橋）。全長 6790 m。中央にスパン 1624 m の吊り橋部分を持ち、そこの最大桁高は 65 m もあり、航路を確保している。1998年完成。
初期のスケジュールでは1993年に完成し、それまで世界最長スパンだったイギリスのハンバー橋を抜いて世界最長となり、また、スパン1マイルを超える最初の橋となる予定だった。しかし、建設の遅れにより、次に世界一になる予定だった明石海峡大橋が先に完成して世界一となり、初のスパン1マイル超の橋も明石海峡大橋となった。イーストブリッジは完成時で世界第2位となった。

### イーストトンネル
全長 8024 m の鉄道用海底トンネルである。上りと下りの2本のトンネルからなる。TBM工法で掘削された。

## ゼロ解
橋の設計には、橋脚で水流が妨げられる分を補償するだけ海底を掘削し、海峡の断面積を変えない「ゼロ解」 (zero solution) が採用されている。これにより、バルト海を出入りする水流に橋が与える影響を最小限にできる。

## 他の橋・トンネルとの接続
フュン島とユトランド半島のリトルベルトは1980年代に架橋されており、グレートベルト・リンクはシェラン島とユトランド半島とを、すなわちヨーロッパ大陸とを結んだことになる。
1999年にはシェラン島とスカンディナヴィア半島を結ぶオーレスン・リンクが完成し、スカンディナヴィア半島とユトランド半島がバルト海湾口をまたいで結ばれた。